# Christine Klein (Schauspielerin)
Christine Klein (* 1968 in München) ist eine deutsche Schauspielerin.

## Leben
Christine Klein erhielt ihre Schauspielausbildung von 1988 bis 1991 an der Hochschule für Musik Würzburg und von 1991 bis 1995 an der Hochschule des Saarlandes für Musik und Theater; dort wurde sie auch in Opern- und Konzertgesang ausgebildet. Ihre Ausbildung schloss sie als Diplom-Schauspielerin ab. Zusätzlich ließ sie sich 2000 am Institut für Schauspiel, Film- und Fernsehberufe in Berlin noch für Camera-Acting fortbilden. 
Neben Gastauftritten in Serien wie Hinter Gittern – Der Frauenknast, Unter Verdacht, der Lindenstraße und den Rosenheim-Cops wurde sie einem breiten Fernsehpublikum seit 2005 durch die Rolle der Pathologin Dr. Haller in der Fernsehkrimiserie SOKO Kitzbühel an der Seite von Kristina Sprenger, Andrea L’Arronge und Heinz Marecek bekannt.
Christine Klein wohnt in Berlin und München.

## Filmografie (Auswahl)
- 1993: Ein unmöglicher Lehrer
- 2003: Stimmen in der Nacht
- 2004: Der Wunschbaum
- 2004: Hinter Gittern – Der Frauenknast (Fernsehserie, 4 Folgen)
- 2005: Ben – Nichts ist wie es scheint
- 2005–2017: SOKO Kitzbühel (Fernsehserie)
- 2005: Inga Lindström – Der Weg zu dir
- 2008: Das Geheimnis des Königssees
- 2008: Die Jahrhundertlawine
- 2009: Unter Verdacht – Der schmale Grat
- 2010: Ken Folletts Eisfieber (Fernseh-Zweiteiler)
- 2010–2011: Lindenstraße (Fernsehserie, 6 Folgen)
- 2011: Die Rosenheim-Cops – Das letzte Rezept
- 2013: Inga Lindström – Feuer unterm Dach
- 2015: Die Rosenheim-Cops – In Schönheit sterben
- 2018: Die letzten fünf Minuten der Welt (Kurzfilm)